# 바터얼
바터얼(파특이, 중국어 간체자: 巴特尔, 정체자: 巴特爾, 병음: Bātè'ěr, 몽골어: ᠪᠠᠭᠠᠲᠣᠷ 바가투르, 1955년 2월 ~ )은 중화인민공화국의 정치인이다. 현재 내몽골 자치구의 주석이다.

## 생애
랴오닝성 캉핑현 출신이다. 바터얼은 내몽골 자치구 하이라얼구의 몽골전통학교를 졸업하고 내몽골 자치구 당 조직에서 활동을 시작했다. 1983년 10월 중국 공산주의 청년단 후룬베이얼시 서기로 임명되었고, 1년 후 공청단 내몽골 자치구 당위원회 부서기로 승진했다. 1986년 5월, 공청단 내몽골 자치구 당위원회 서기를 역임했다. 1989년 11월 바터얼은 일본으로 건너 가 도쿄연수센터에서 경제관리학을 공부했다. 중국에 돌아 온 바터얼은 베이징시 차오양구에서 구장 조리를 지냈고, 1년 후 내몽골로 돌아 와 내몽골 자치구 우하이시 시위원회 부서기를 거쳐 우하이시 시장을 지냈다. 우하이시에서 7년을 근무한 바터얼은 1999년 내몽골 자치구 당위원회 상임위원회 위원을 거쳐 자치구 기율검사위원회 서기로 승진했다. 3년 후 내몽골 자치구 부서기 겸 기율검사위원회 서기를 역임했다. 2008년 내몽골 자치구 인민정부 부주석과 주석 대행을 지냈고, 2008년 내몽골 자치구 주석으로 선출되었다.
2016년 3월 내몽골 자치구 제12기 인민대표대회 상무위원회 제21차 회의 제2차 전체 회의에서 바터얼은 내몽골 자치구 주석직을 사임하고 국가민족사무위원회 당조서기로 선출되었다. 2016년 4월 28일, 중화인민공화국 제12기 전국인민대표대회 상무위원회 제20차 회의에서 국가민족사무위원회 주임으로 임명되었고 2018년 3월 제13기 전국정협 부주석으로 선출되었다.